# Serghei Sazonov
Serghei Dmitrievici Sazonov (în rusă Сергей Дмитриевич Сазонов; n. 10 august 1860, Reazan, Imperiul Rus – d. 1 decembrie 1927, Nisa, A Treia Republică Franceză) a fost un om de stat și diplomat rus, care a îndeplinit funcția de ministru de externe al Imperiului Rus din noiembrie 1910 până în iulie 1916. Gradul său de implicare în evenimentele care au dus la izbucnirea Primului Război Mondial este un subiect intens dezbătut, iar unii istorici dau vina pe Sazonov pentru mobilizarea timpurie și provocatoare a Armatei Ruse, în timp ce alții susțin că principala lui preocupare a fost „de a reduce temperatura relațiilor internaționale, în special în Balcani”.

## Începutul carierei
Provenit dintr-o familie din mica nobilime, Sazonov a fost cumnatul primului ministru Piotr Stolîpin, care a făcut tot posibilul pentru a-i susține cariera diplomatică. A absolvit Liceul din Țarskoie Selo, apoi a servit la ambasada de la Londra și la misiune diplomatică de la Vatican, devenind șef al acestei misiuni în martie 1906. În 26 iunie 1909 Sazonov a fost rechemat la St. Petersburg și numit în funcția de ministru adjunct de externe. În curând, în septembrie 1910, el l-a înlocuit pe Aleksandr Izvolski ca ministru de externe și a urmat o politică ce s-a conformat liniilor directoare stabilite de Stolîpin.

## Ministru de externe

### Acordul de la Potsdam
Chiar înainte de numirea sa oficială ca ministru de externe, Sazonov a participat la o întâlnire între împărații Nicolae al II-lea al Rusiei și Wilhelm al II-lea al Germaniei ce a avut loc la Potsdam în 4-6 noiembrie 1910. Această mutare a avut rolul de a-i pedepsi pe britanici pentru presupusa trădare a intereselor Rusiei în Criza bosniacă. Într-adevăr, Secretariatul de Stat al Marii Britanii a fost alarmat serios de această dovadă de „Destindere germano-rusă".
Cei doi monarhi au discutat despre ambițiosul proiect german al Căii ferate de la Bagdad, așteptat să-i confere Berlinului o influență geopolitică considerabilă în regiunea Cornul abundenței. În contextul Revoluției Constituționale Persane, Rusia era nerăbdătoare să controleze sectorul Khanaqin-Teheran al viitoarei căi ferate. Cele două puteri și-au stabilit înțelegerea în Acordul de la Potsdam, semnat pe 19 august 1911, care dădea mână liberă Rusiei în nordul Iranului. Așa cum spera Sazonov, prima cale ferată care lega Persia de Europa urma să-i ofere Rusiei o pârghie de influență asupra țării vecine din sud. 
În ciuda începutului promițător, relațiile ruso-germane s-au înrăutățit în 1913 atunci când kaiserul l-a trimis pe unul dintre generalii germani pentru a reorganiza armata turcă și a supraveghea garnizoana din Constantinopol, remarcând că „steagul german va flutura curând peste fortificațiile de la Bosfor”, o arteră comercială vitală care reprezenta destinația a două cincimi din exporturile Rusiei.

### Alianța cu Japonia
În ciuda concentrării sale pe relațiile ruso-germane, Sazonov a urmărit, de asemenea, interesele rusești în Extremul Orient. După dezastruosul Război Ruso-Japonez, el a făcut în mod constant propuneri prietenoase Japoniei. Ca urmare, s-a semnat la Sankt Petersburg în 8 iulie 1912 o convenție secretă referitoare la delimitarea sferelor de interes în Mongolia Interioară. Ambele puteri au decis să mențină separată din punct de vedere politic Mongolia Interioară de Mongolia. Patru ani mai târziu, Sazonov a încheiat o alianță defensivă ruso-japoneză (3 iulie 1916), care viza protejarea intereselor ambelor puteri în China.

### Primul Război Mondial
În cursa pentru pregătirea unui conflict militar major în Europa, o altă preocupare a ministrului rus a fost de a izola Austro-Ungaria, mizând pe statele balcanice pentru a diminua puterea Habsburgilor. Deoarece Sazonov avea o atitudine moderată în politica din Balcani, ministerul său a devenit ținta frecventă a naționaliștilor pentru faptul că nu urma o linie panslavistă rigidă.

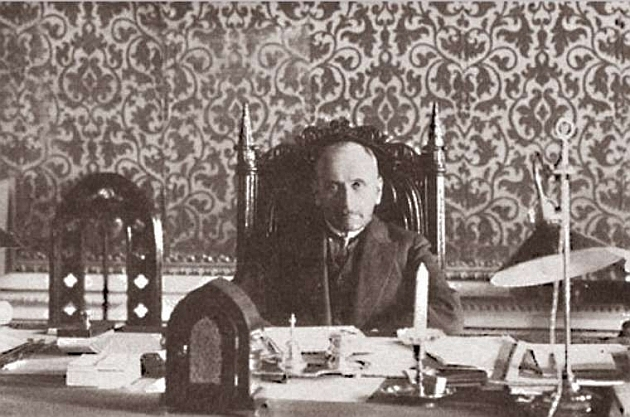
Ministrul rus de externe Serghei Sazonov

În timp ce ambasadorul rus Nicholas Hartwig aspira să unească statele războinice ale slavilor sudici într-o confederație aflată sub protecția țarului, nu există niciun indiciu că Sazonov a împărtășit sau încurajat personal aceste puncte de vedere. Oricum, Austria și Germania erau convinse că Rusia a instigat panslavismul la Belgrad și în alte capitale slave, o atitudine beligerantă în oarecare măsură responsabilă pentru Atentatul de la Sarajevo și izbucnirea Marelui Război. 
Serbia era un aliat al Rusiei. Atacarea Serbiei de către  Austro-Ungaria, după asasinarea arhiducelui Franz Ferdinand, a determinat intervenția Rusiei în sprijinul statului balcanic.
După izbucnirea Primului Război Mondial, Sazonov a depus eforturi pentru a împiedica alianța între România și Puterile Centrale și a smuls în martie 1915 o acceptare din partea aliaților Rusiei a ocupației postbelice a Bosforului, Constantinopolului și a părții europene a strâmtorii Dardanele. Pe 1 octombrie 1914 Sazonov a dat României o garanție scrisă că, dacă țara se va alătura Antantei, va primi teritoriile românești Transilvania, Bucovina și Banat ce erau stăpânite de austrieci. În general, „maniera sa calmă și politicoasă a făcut mult pentru a menține relațiile cordiale între Aliați”.
Sazonov a fost privit în mod favorabil la Londra, dar facțiunea germanofilă a țarinei Alexandra a cerut cu înverșunare demiterea lui, care s-a concretizat abia la data de 10 iulie 1916 după ce ministrul a lansat o propunere pentru acordarea autonomiei Poloniei.

## Activitatea ulterioară
La începutul anului 1917, Sazonov a fost numit ambasador în Marea Britanie, dar a considerat că este necesar să rămână în Rusia, unde a devenit martor al Revoluției din Februarie. El s-a opus bolșevismului, i-a oferit sfaturi lui Anton Denikin în privința afacerilor internaționale și a fost ministru de externe în guvernul antibolșevic al amiralului Kolceak. În 1919 a reprezentat Mișcarea Albă la Conferința de Pace de la Paris. Sazonov și-a petrecut ultimii săi ani de viață în Franța, scriindu-și memoriile. El a murit la Nisa și a fost îngropat acolo.